# Stenelytrana gigas
Stenelytrana gigas là một loài bọ cánh cứng trong họ Cerambycidae.